# NGC 215
NGC 215 est une vaste galaxie lenticulaire située dans la constellation du Phénix. NGC 215 a été découverte par l'astronome britannique John Herschel en 1834.

## Caractéristiques
Sa vitesse par rapport au fond diffus cosmologique est de  8 093 ± 12 km/s, ce qui correspond à une distance de Hubble de 119,4 ± 8,4 Mpc (∼389 millions d'al).
À ce jour, trois mesures non basées sur le décalage vers le rouge (redshift) donnent une distance de 108,533 ± 17,705 Mpc (∼354 millions d'al), ce qui est  à l'intérieur des valeurs de la distance de Hubble. Notons cependant que c'est avec la valeur moyenne des mesures indépendantes, lorsqu'elles existent, que la base de données NASA/IPAC calcule le diamètre d'une galaxie et qu'en conséquence le diamètre de NGC 215 pourrait être d'environ 64,2 kpc (∼209 000 al) si on utilisait la distance de Hubble pour le calculer.